# Antonio Moretti (regista)
Antonio Alberto Moretti (Monselice, 16 giugno 1932 – Roma, 7 ottobre 2020) è stato un regista italiano, attivo soprattutto in televisione.

## Biografia
Nato in Veneto, dopo la laurea in legge esercita la professione di avvocato prima di passare alla regìa televisiva (dopo un'occasionale esperienza come sceneggiatore nel film L'uomo che bruciò il suo cadavere, diretto da Gianni Vernuccio nel 1964). Ha legato il suo nome soprattutto a diverse manifestazioni musicali, tra cui sedici edizioni del Festival di Sanremo (dal 1974 al 1991), due edizioni del Festivalbar (1966 e 1968), il Cantagiro 1971, quattro edizioni della Mostra internazionale di musica leggera di Venezia (dal 1972 al 1976), sette edizioni di Un disco per l'estate (dal 1976 al 1984) e tre edizioni di Discomare (dal 1981 al 1983).
Inoltre, è stato il regista della prima edizione di Discoring, nel 1977, Giochi in famiglia (1966), con Mike Bongiorno e Secondo voi (1977), con Pippo Baudo. Era stato inizialmente prescelto anche per curare la regìa del varietà Non stop, ma dopo un mese venne sostituito da Enzo Trapani. Nel 1991 è il regista della quarta edizione del programma Trent'anni della nostra storia.
Nel 1968 dirige il film Una corsa in moto, presentato alla 29ª Mostra internazionale d'arte cinematografica di Venezia nella sezione dei Film per ragazzi, e trasmesso in televisione. Nel 1996 cura la regia televisiva della trasposizione teatrale de Il consiglio d'Egitto di Leonardo Sciascia, messo in scena dal Teatro Stabile di Catania, diretta da Guglielmo Ferro.
Era sposato dal dicembre 1965 con l'annunciatrice televisiva Rosanna Vaudetti, dalla quale ha avuto due figli. Era inoltre il fratello minore del giornalista e radiocronista Guglielmo Moretti.
Muore a Roma il 7 ottobre del 2020, all'età di 88 anni, dopo una lunga malattia. Il 9 la celebrazione del funerale nella chiesa della Gran Madre di Dio di Ponte Milvio a Roma.